# Lyndsay Faye
Lyndsay Faye (San Francisco Bay Area, 26 luglio 1980) è una scrittrice statunitense, autrice di diversi gialli storici, due volte candidata agli Edgar Award..

## Biografia
Nata nella San Francisco Bay Area, Faye è cresciuta nel Nord-ovest Pacifico. Si è laureata in letteratura e in recitazione alla Notre Dame de Namur University di Belmont. Nel 2005 si è trasferita a New York per seguire la carriera di attrice.
Nel 2009 ha pubblicato il suo primo romanzo, Dust and Shadow (tradotto in italiano con il titolo Sherlock Holmes - Il mostro dell'East End), un pastiche che vede protagonista Sherlock Holmes alle prese con il caso di Jack lo Squartatore. Nel 2011 Faye è stata ammessa a far parte dei Baker Street Irregulars, associazione letteraria che riunisce i più grandi appassionati del detective.
Nel 2012, con il suo secondo romanzo, Il Dio di Gotham (titolo originale The Gods of Gotham), ha iniziato una trilogia di gialli storici ambientati nella New York del 1845 che vedono protagonista un ex-barman, Timothy Wilde, diventato il primo investigatore dell'allora nascente Dipartimento di Polizia di New York. Il libro è stato candidato al prestigioso Edgar Award nel 2013, nella categoria "miglior romanzo" ed è stato votato come migliore mystery dell'anno dalla American Library Association.
Nel 2013 ha pubblicato il seguito de Il Dio di Gotham, Seven for a Secret, tradotto in italiano con il titolo Il segreto di Gotham.
Nel 2015 ha concluso la trilogia di Timothy Wilde con il romanzo The Fatal Flame (inedito in Italia). 
Faye ha continuato a esplorare il genere del romanzo storico con la pubblicazione nel 2016 di Jane Steele, una trasposizione in chiave giallo-umoristica del celebre romanzo di Charlotte Brontë Jane Eyre. Anche questo libro è stato candidato agli Edgar Award, nel 2017, nella categoria "miglior romanzo".
Nel 2017 ha riunito in una raccolta (The Whole Art of Detection: Lost Mysteries of Sherlock Holmes) i pastiche sherlockiani scritti nel corso del tempo per varie riviste e antologie. Uno di questi racconti, La pazzia del colonnello Warburton, è apparso nell'antologia Sherlock Holmes in America, tradotta e pubblicata in italiano nel 2015 da Mondadori.
Nel gennaio 2019 ha pubblicato The Paragon Hotel, ancora un romanzo storico, questa volta ambientato negli anni venti.
Il settimo romanzo di Faye, dal titolo The King of Infinite Space, una trasposizione di Amleto ambientata nella New York contemporanea, è stato pubblicato il 10 agosto 2021.
Una nuova raccolta di racconti ambientata nell'universo di Sherlock Holmes, Observations by Gaslight: Stories from the World of Sherlock Holmes, sarà pubblicata nel dicembre 2021.

## Opere

### Romanzi
- 2009 Sherlock Holmes - Il mostro dell'East End (Dust and Shadow)
- 2012 Il Dio di Gotham (The Gods of Gotham)
- 2013 Il segreto di Gotham (Seven for a Secret)
- 2015 The Fatal Flame
- 2016 Jane Steele
- 2019 The Paragon Hotel
- 2021 The King of Infinite Space

### Raccolte di racconti
- 2017 The Whole Art of Detection: Lost Mysteries of Sherlock Holmes
- 2021 Observations by Gaslight: Stories from the World of Sherlock Holmes